# Itata (geslacht)
Itata is een geslacht van spinnen uit de familie springspinnen (Salticidae).

## Soorten
De volgende soorten zijn bij het geslacht ingedeeld:
- Itata completa (Banks, 1929)
- Itata isabellina (Taczanowski, 1878)
- Itata partita Mello-Leitão, 1930
- Itata tipuloides Simon, 1901
- Itata vadia Peckham & Peckham, 1894